# Dschanibekow-Effekt
Der Dschanibekow-Effekt, auch Tennisschlägereffekt, ist eine besondere Form des Torkelns eines kräftefrei rotierenden Körpers, die 1985 vom sowjetischen Kosmonauten Wladimir Dschanibekow während eines Raumfluges an einer Flügelmutter beobachtet wurde. Siehe auch nebenstehendes Video, das den Effekt an einem Handgriff zeigt.

## Entwicklung der Theorie
Grundsätzlich ist seit 1834 bekannt, dass ein frei rotierender Körper mit drei unterschiedlichen Hauptträgheitsmomenten eine stabile Orientierung der Drehachse nur zeigt, wenn er näherungsweise um eine der beiden Hauptträgheitsachsen rotiert, zu denen das größte bzw. das kleinste Trägheitsmoment gehört. Bei Rotation um die dritte, dazu senkrechte Hauptträgheitsachse hingegen entwickelt der Körper aus kleinsten Abweichungen große Torkelbewegungen, wenn der Drehimpulsvektor anfangs nicht exakt mit dieser Hauptträgheitsachse übereinstimmt. Der Drehimpulsvektor selbst bleibt dabei konstant, nicht aber die Richtung der momentanen Drehachse in Bezug auf das körperfeste und das raumfeste Koordinatensystem.
Die besonders eigentümliche Art des Torkelns, die Dschanibekow in der Schwerelosigkeit beobachtete, scheint sogar eine wiederholte Umkehr der Drehrichtung einzuschließen (wie im Video zu sehen). Diese Umkehrung gilt aber lediglich in Bezug auf das körperfeste Koordinatensystem, während vom raumfesten System aus gesehen der Drehsinn sich nicht umkehrt.
Diese Bewegung wurde 1991 theoretisch begründet. Der Effekt beruht in mathematischer Sicht darauf, dass die betreffende Hauptträgheitsachse auf dem Energieellipsoid nicht wie die anderen beiden Achsen zu einem elliptischen, sondern zu einem hyperbolischen Fixpunkt gehört (genauer: zu einem Sattelpunkt); Näheres siehe Bewegung kräftefreier Kreisel.

## Mathematische Motivation
Die Eulerschen Gleichungen der Kreiseltheorie vereinfachen sich im Falle der kräftefreien Rotation zu folgenden Ausdrücken für die Trägheitsmomente {\displaystyle I_{1},I_{2},I_{3}} der drei Rotationsachsen eines Körpers (beziehungsweise für die Komponenten des Trägheitstensors):
{\displaystyle {\begin{aligned}I_{1}{\dot {\omega }}_{1}&=(I_{2}-I_{3})\omega _{2}\omega _{3}~~~~~~~~~~~~~~~~~~~~{\text{(1)}}\\I_{2}{\dot {\omega }}_{2}&=(I_{3}-I_{1})\omega _{3}\omega _{1}~~~~~~~~~~~~~~~~~~~~{\text{(2)}}\\I_{3}{\dot {\omega }}_{3}&=(I_{1}-I_{2})\omega _{1}\omega _{2}~~~~~~~~~~~~~~~~~~~~{\text{(3)}}\end{aligned}}}
wobei {\displaystyle I_{1}>I_{2}>I_{3}} angenommen wird und {\displaystyle \omega _{i}} die Rotationsgeschwindigkeit um die {\displaystyle i}-te Achse beschreibt. {\displaystyle {\dot {\omega _{i}}}} beschreibt die zeitliche Veränderung der Rotationsgeschwindigkeit. Es kann nun gezeigt werden, dass Rotationen um die erste und die dritte Achse stabil sind, Rotationen um die zweite Achse hingegen nicht. Intuitiv lässt sich dies wie folgt verstehen: Für einen gegebenen Drehimpuls ist die kinetische Energie bei einer Rotation um Achse 3 am größten. Achse 3 hat das kleinste Trägheitsmoment, muss also am schnellsten rotieren, um den vorgegebenen Drehimpuls zu erreichen. Da die Geschwindigkeit quadratisch in die kinetische Energie eingeht, ist diese bei einer Rotation um Achse 3 am größten. Möchte das Objekt also um eine andere Achse drehen, müsste es Energie abgeben können. Bei Rotation um Achse 1 ist die kinetische Energie am kleinsten. Um eine andere Achse rotieren zu können, müsste das Objekt folglich Energie gewinnen können. Für Achse 2 kommen diese beiden Restriktionen nicht zum Tragen. Es kann also zu einem Wechsel kommen.

### Stabilität der Rotation um die erste und dritte Hauptträgheitsachse
Exemplarisch sei die Stabilität einer Rotation um die erste Hauptträgheitsachse gezeigt. Hierbei wird angenommen, dass die Rotationsgeschwindigkeit um Achse 1 am größten ist. Aus Gleichung {\displaystyle (1)} folgt dann, dass {\displaystyle {\dot {\omega _{1}}}} klein ist. Es kann also vernachlässigt werden. Zunächst nimmt man die zeitliche Ableitung von Gleichung {\displaystyle (2)} und setzt {\displaystyle {\dot {\omega _{3}}}} aus Gleichung {\displaystyle (3)} ein. Man erhält
{\displaystyle {\begin{aligned}I_{2}I_{3}{\ddot {\omega }}_{2}&=(I_{3}-I_{1})(I_{1}-I_{2})(\omega _{1})^{2}\omega _{2}\\\end{aligned}}}
Da {\displaystyle I_{1}>I_{3}} und {\displaystyle I_{1}>I_{2}} folgt, dass {\displaystyle {\ddot {\omega }}_{2}\propto -\omega _{2}}, d. h. die Rotation um Achse 1 ist stabil. Analog ist Achse 3 stabil.

### Instabilität der Rotation um die zweite Hauptträgheitsachse
Aus analogen Überlegungen folgt, dass bei einer Rotation um die zweite Hauptträgheitsachse {\displaystyle {\dot {\omega _{2}}}} vernachlässigbar klein ist. Anschließend leitet man Gleichung {\displaystyle (1)} ab und setzt wiederum {\displaystyle {\dot {\omega _{3}}}} aus Gleichung {\displaystyle (3)} ein. Man erhält dann
{\displaystyle {\begin{aligned}I_{1}I_{3}{\ddot {\omega }}_{1}&=(I_{3}-I_{2})(I_{2}-I_{1})(\omega _{2})^{2}\omega _{1}\\\end{aligned}}}
Hierbei gilt nun, da {\displaystyle I_{2}>I_{3}} und {\displaystyle I_{1}>I_{2}}, dass {\displaystyle {\ddot {\omega }}_{1}\propto \omega _{1}}, d. h. {\displaystyle \omega _{1}} wächst exponentiell an. Dies ist also eine instabile Konfiguration. Das Objekt kippt entlang dieser Achse.